# Williams JPH1 F2
Williams JPH1 F2 var en formelbil som tillverkades av brittiska Williams, med motorer från Audi, och användes i FIA Formula Two Championship 2009-2012. Till säsongen 2010 kom en uppgradering av bilen, kallad Williams JPH1B F2.

## JPH1
Den första versionen av bilen kom 2009, i samband med att det nya Formel 2-mästerskapet, FIA Formula Two Championship startades. Namnet, JPH, är en förkortning av både Jonathan Palmer, som driver Formel 2-mästerskapet, och bilens utvecklare, Patrick Heads, namn. Bilen, vars chassi och monokock är byggd av kolfiberkomposit, följer 2005 år Formel 1-säkerhetsregler från FIA. Den 1,8-liters Audimotorn, som är byggd av Mountune Racing, har en effekt på 400 hästkrafter vid bromsning (bhp). JPH1 kritiserades ibland för att vara långsammare än International Formula Master på vissa banor.
Bilen hade även ett så kallat "push-to-pass"-system, vilket ger den ett antal extra hästkrafter under sex sekunder tio gånger per race. Detta kan förarna utnyttja genom att trycka på en knapp på ratten. På JPH1 fick bilen då 450 bhp, istället för 400 i standardläge.

## JPH1B

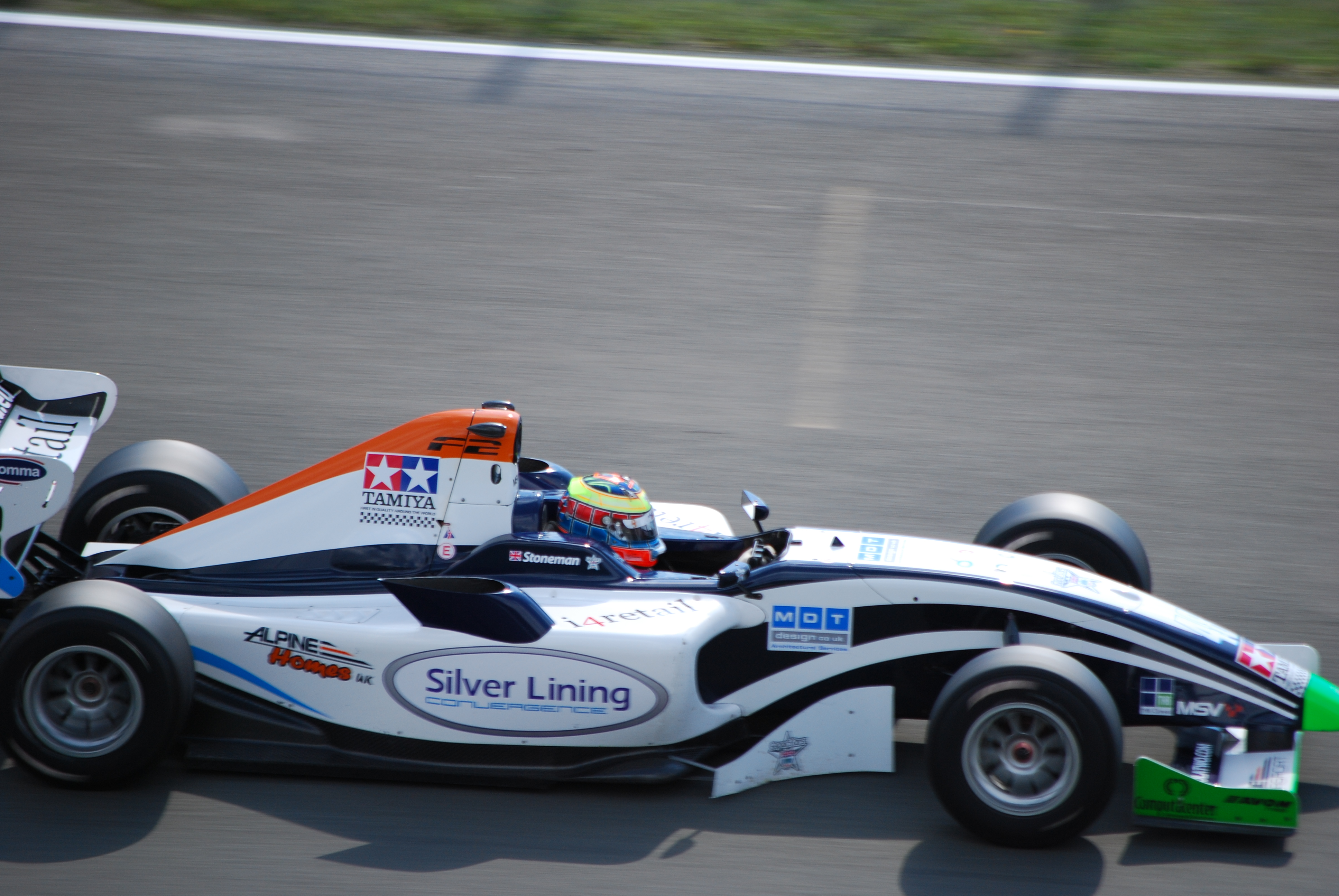
Dean Stoneman, 2010 års mästare i FIA Formula Two Championship.

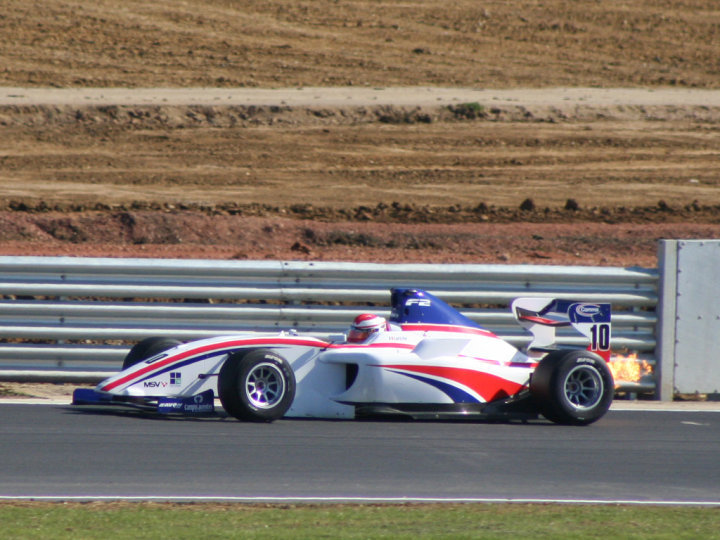
Benjamin Lariche i Williams JPH1B F2 2010.

Bilen blev ganska rejält uppgraderad av både Williams och MotorSport Vision till säsongen 2010. Den nya modellen kom att bli kallad Williams JPH1B.
Aerodynamiska förändringar var det främsta som gjordes till denna version. Det medförde att bilens maximala downforce ökade med 30 procent och den aerodynamiska effektiviteten ökade med 24 procent. Aerodynamikpaketet, med fram- och bakvingar, uppdaterades också, bland annat för att få luften att strömma bättre under bilen. Det gör även att det fanns fler downforcenivåer att experimentera med för förare och ingenjörer. Man ökade även storleken på framdäcken och började använda en mjukare gummiblandning, för att få bättre grepp och bättre prestanda. En uppgraderad differential gav bättre stabilitet in i och genom kurvor. Vattensystemet ändrades, för att förbättra kylningen. Jämfört med en Formel 3-bils 794 kilograms downforce vid 241 km/h, ligger JPH1B på över 907 kilogram.
Motorns effekt hade ökats från 400 bhp till 425. Vid användning av "push-to-pass" låg motoreffekten nu på 480 bhp. Detta ökades ännu mer till säsongen 2011. Nu får man istället ut 500bhp vid "push-to-pass", vilket är 75 mer än i standardläge.
Båda versionerna använde en sexväxlad semiautomatisk sekventiell växellåda från Hewland, som regleras med hjälp av paddlar bakom ratten.

## Teknisk data
|                              | JPH1 F2                                          | JPH1B F2                                         |
| ---------------------------- | ------------------------------------------------ | ------------------------------------------------ |
| Monokock                     | Kolfiberkomposit                                 | Kolfiberkomposit                                 |
| Vingar och kaross            | Kolfiberkomposit                                 | Kolfiberkomposit                                 |
| Hjulbas                      | 2 885 mm                                         | 2 885 mm                                         |
| Bredd (fram)                 | 1 590 mm                                         | 1 590 mm                                         |
| Bredd (bak)                  | 1 475 mm                                         | 1 475 mm                                         |
| Torrvikt                     | 570 kg                                           | 590 kg                                           |
| Motor                        | Audi 1,8-liter 4 cyl. 20v Turbo                  | Audi 1,8-liter 4 cyl. 20v Turbo                  |
| Slagvolym                    | 1 781 cc                                         | 1 781 cc                                         |
| Slaglängd                    | 81,0 mm x 86,4 mm                                | 81,0 mm x 86,4 mm                                |
| Effekt                       | 400 bhp                                          | 425 bhp                                          |
| Effekt vid Push-to-pass      | 450 bhp                                          | 480 bhp (2010) 500 bhp (2011)                    |
| Motor- och växellådekontroll | Pi Research Pectel MQ12 ECU                      | Pi Research Pectel MQ12 ECU                      |
| Dataloggning och analys      | Pi Research                                      | Pi Research                                      |
| Växellåda                    | Hewland TMT 6-växlad sekventiell, semiautomatisk | Hewland TMT 6-växlad sekventiell, semiautomatisk |
| Bromsar och koppling         | AP Racing                                        | AP Racing                                        |
| Däck (fram)                  | Avon 250/570-13                                  | Avon 245/600-13                                  |
| Däck (bak)                   | Avon 300/600-13                                  | Avon 300/600-13                                  |